# Marathon de Boston 2002
Navigation
Édition précédente Édition suivante
Le Marathon de Boston de 2002 est la 106e édition du Marathon de Boston, disputée le 15 avril 2002 à Boston, dans le Massachusetts, aux États-Unis. Elle est remportée par les Kényans Rodgers Rop chez les hommes et Margaret Okayo chez les femmes.